# Битка за Јаву
Битка за Јаву (енгл. Battle of Java), вођена од 17. децембра 1941. до фебруара 1942, била је јапанска победа у Источној Индији током рата на Пацифику.

## Позадина
Очекујући јапански напад на савезничке поседе у Индонезији након уласка Јапана у Други светски рат (7. децембра 1941), савезничка команда одлучила је да све расположиве снаге концентрише на одбрану острва Јаве, док су на другим острвима остављене само мање посадне јединице. За то време, јапанска флота кренула је на Индонезију у 3 десантне групе: Централна група напала је Борнео, Источна група напала је Целебес, Амбон, Тимор и Бали, а Западна група напала је Суматру.

## Супротстављене снаге
Инвазију острва Јаве извршила је јапанска 16. армија са две поморско-десантне групе. Западна група (2. и 38. пешадијска дивизија, 230. пешадијски пук, 56 транспортних бродова, 4 крстарице и 2 флотиле разарача за непосредну заштиту) имала је задатак да се искрца на западном делу острва. Источна група (48. моторизована дивизија, 56. пуковска група, 41 транспортни брод, 4 крстарице, 13 разарача за непосредну заштиту) имала је задатак да се искрца на западном делу острва. Ту операцију подржала је јапанска 2. флота са 4 носача авиона, 4 бојна брода, 5 тешких крстарица, флотиле разарача, 150 авиона.
Савезници су на острву Јави имали око 25.000 холандских и 40.000 колонијалних (домородачких) војника, 5.500 британских, 3.000 аустралијских и 700 америчких војника. Наоружање тих снага било је недовољно, тенкова мало, а авијација малобројна. За спољну одбрану острва савезници су располагали са 8 крстарица, 11 разарача, 32 подморнице и неколико помоћних бродова.

## Битка
Јапанска Западна група испловила је 18, а Источна 19. фебруара 1942. и упутила се према острву Јави - местима десанта. Савезничке поморске снаге под адмиралом Дорманом (2 тешке и 3 лаке крстарице и 10 разарача) учиниле су 27. фебруара очајнички покушај да задрже јапанско надирање, али су у бици у Јаванском мору готово сасвим уништене. После тога Јапанци су извршили ноћу 28. фебруара/1. марта 1942. десанте на предвићеним местима. Савезничке копнене и ваздухопловне снаге пружиле су слаб отпор, тако да су јапанске снаге продужиле одмах надирање у унутрашњост острва, и 5. марта заузеле Батавију (Џакарта), главни град Јаве, а 7. марта град и луку Чилачап као и сва остала важнија места на острву. У таквој ситуацији холандски гувернер објавио је 8. марта 1942. капитулацију свих оружаних снага у Холандској Источној Индији.